# РТКомм.РУ
РТКОММ (АО «РТКомм. РУ») — российская телекоммуникационная компания, магистральный оператор связи, аффилированный с национальным оператором «Ростелеком». Полное наименование — акционерное общество «РТКомм. РУ», штаб-квартира в Москве, компания основана в 2000 году.
До 2007 года РТКОММ специализировалась на предоставлении услуг интернета, каналов связи и сервисах дата-центров. В 2008 году РТКОММ стала центром компетенций по спутниковой связи в группе компаний «Ростелеком», и в 2014 году заняла лидирующие позиции по числу VSAT-подключений.

## История
2000 год — Создание компании. Начало строительства MPLS-сетей и введение в эксплуатацию первого дата-центра в России.
2002—2005 годы — инициатива в формировании «Отдельной Пиринговой Группы» и начале масштабных пиринговых войн в России, активный передел российского рынка интернет-доступа.
2003 год — РТКомм — третий национальный оператор связи, пропуск 60 % всего IP-трафика России.
Громкий корпоративный конфликт с оператором связи Race Communications, чьими клиентами на тот момент являлись Сбербанк России и АО Газпром — РТКомм блокировал его сеть «в знак протеста» против использования на почтовом сервере Race Communications антиспам-блоклиста Spews. Через некоторое время блокировка была снята.
2007—2008 годы — Подключение более 52 000 образовательных учреждений к сети Интернет в рамках национального проекта «Образование».
2007 год — признание лидером рынка услуг VPN как по числу клиентов, так и по числу VPN-портов (Direct Info), контроль более 40 % рынка IP-VPN.
2008 год — создание Центра компетенций в области спутниковой связи Ростелеком в РТКОММ.
2009—2010 годы — региональное развитие, открытие представительств в Ростове-на-Дону, Новосибирске и Уфе.
2011 год — Развитие спутниковой сети VSAT и дата-центров, предоставление «облачных» услуг IaaS. Статус единственного исполнителя в государственном проекте создания широкополосной сети доступа в Интернет в Ka-диапазоне.
2012 год — реализация национального проекта «Трансляция в Интернет выборов Президента РФ», подключение более 45000 пунктов голосования (УИК), установка рекорда по включению VSAT терминалов — 3700 единиц за 1,5 месяца.
2013—2014 годы — модернизация сети VSAT и SCPC, увеличение количества станций до 8500.
2014 год — РТКОММ в числе лидеров операторов спутниковой связи (по данным анализа VSAT-сети России ComNews).
2015 год — приобретение ГлобалТел, развитие в области подвижной спутниковой связи Globalstar. Консолидация всех спутниковых активов группы компаний «Ростелеком». Открытие представительств во Владивостоке, Хабаровске и Южно-Сахалинске.
2016 год — неудачная попытка поглощения крупнейшего российского оператора VSAT AltegroSky. Объединённая компания контролировала бы 30-33 % рынка VSAT России. Сделка готовилась с начала 2016 года, в июле было получено разрешение ФАС, однако в октябре 2016 сделка была отменена без публичного объяснения причины.

## Деятельность
Ключевые направления:
- построение VSAT-сетей и магистральных SCPC каналов;
- подвижная и мобильная спутниковая связь Globalstar;
- комплексные решения на базе M2M;
- предоставление услуг на базе дата-центров и «облачных» технологий.

В российских регионах «РТКомм. РУ» действует через своих представителей — партнёров и дочерних компаний. Бренд компании ОАО «РТКомм. РУ» закреплён в названиях региональных представительств компании в Южном федеральном округе («РТКомм-Юг»), в Сибирском федеральном округе («РТКомм-Сибирь»), Приволжском и Уральском федеральных округах («РТКомм-Волга-Урал»).

## Активы
РТКомм. РУ является одной из двух компаний группы Ростелекома, которым, в совокупности, принадлежит 74,99 % ООО «Спутник» — оператора и разработчика российской государственной поисковой системы Спутник. Первоначальная сделка о покупке разработчика поисковика — компании «КМ Медиа», ранее входившей в состав группы компаний Кирилл и Мефодий, оформлялась через РТКомм. РУ.

## Оценки деятельности
Директор вычислительного центра Курчатовского института и директор АО «Релком» Алексей Солдатов в интервью для книги 2019 года «История ИТ-бизнеса. 1990-е годы» сообщил, что магистральный оператор «РТКомм. РУ» появился в результате того, что у него, Солдатова, представители властей в начале 2000-х годов «стали отнимать узлы „Релкома“» и строить из них сеть по планам Солдатова, но в свою пользу. Солдатов заявлял: «Кстати, впоследствии „Ростелеком“ всё, что я предлагал, ну, просто всё, реализовал и назвал это „РТКом“. Я потом спрашивал причастных к этому людей: „И не стыдно?“ Они отвечали: „Ну, что поделать…“ … Я своих сотрудников всё время предупреждал: да, мы монополисты, мы самые большие, но только до тех пор, пока не разогрелся „паровоз“. Ты можешь быть очень умным, очень быстрым, но против „паровоза“ без толку выступать. А „Ростелеком“ — это „паровоз“, он пошёл и всё».